# Герхард I фон Хохщаден
Герхард I фон Хохщаден (на немски: Gerhard I von Hochstaden; на латински: Geirhardus comes de Hoesteden; † сл. 1096) е първият граф на Графство Хохщаден, доказан 1074 и 1096 г.

## Произход
Той е големият син на Герхард фон Васенберг и спъругата му вероятно от род Ецони. Брат е на Херман III фон Хохщаден „Богатия“, архиепископ на Кьолн (1089 – 1099).

## Фамилия
Герхард I фон Хохщаден се жени за Алайдис фон Викрат. Те имат две деца:
- Герхард II фон Хохщаден († сл. 1145), граф на Хохщаден
  - Аделхайд фон Хохщаден († пр. 1162), наследничка на Хохщаден, омъжена за граф Ото I фон Аре-Хохщаден († пр. 1162)
- Алверадис фон Хохщаден (* ок. 1080 † сл. 2 май 1131), наследничка на валдграфство Оснин, омъжена 1100 г. за граф Хайнрих I фон Куик (* ок. 1070; † пр. 9 август 1108)